# Sabáudia
Sabáudia là một đô thị thuộc bang Paraná, Brasil. Đô thị này có diện tích 190,324 km², dân số năm 2007 là 5625 người, mật độ 28,9 người/km².